# Ruská finanční krize (2014)
Finanční krize v Rusku od konce roku 2014 do poloviny roku 2016 byla důsledkem značného poklesu směnného poměru ruského rublu vůči hlavním světovým měnám, který začal v druhé polovině roku 2014. Již ke konci toho roku se kurz rublu stabilizoval na úrovni vyšší než v okamžiku největšího poklesu. Měnová krize v Rusku zasáhla také některé další postsovětské republiky.
Vzhledem k celé řadě faktorů sklouzla ruská ekonomika roku 2015 do hluboké recese. Postupně došlo k poklesu cen akcií na moskevské burze. Od podzimu roku 2014 byla ovlivněna reálná ekonomika. Nedůvěra v ruskou ekonomiku vyplývala z minimálně dvou hlavních důvodů. Prvním byl pokles cen ropy v roce 2014. Ropa je pro Rusko významným vývozním artiklem. Její cena na světových trzích klesla v průběhu roku 2014 o téměř 50 %. Druhým důvodem bylo zavedení mezinárodních ekonomických sankcí po anexi Krymu a ruské vojenské intervenci na Ukrajině.
Z recese se ruské hospodářství vymanilo ve 2. pololetí roku 2016, ve 4. čtvrtletí již prokazatelně vykazovalo růst. Zásluhu na tom měly zejména sektor zemědělství a průmyslové výroby, naopak stavebnictví a těžba se stále potýkaly s problémy. V roce 2017 se předpokládá růst vyšší než 1 %.
Krize ovlivnila ruské hospodářství – jak spotřebitele a firmy, tak i regionální finanční trhy. Také ruské ambice ohledně Eurasijské hospodářské unie utrpěly.